# Ordre de l'Union Parfaite

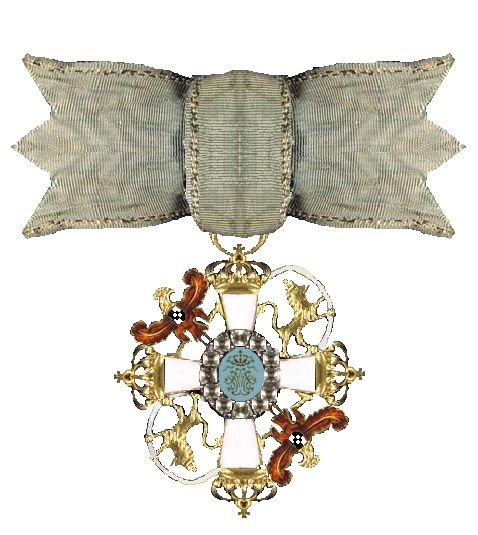
Ordre de l'Union Parfait (Denemarken)

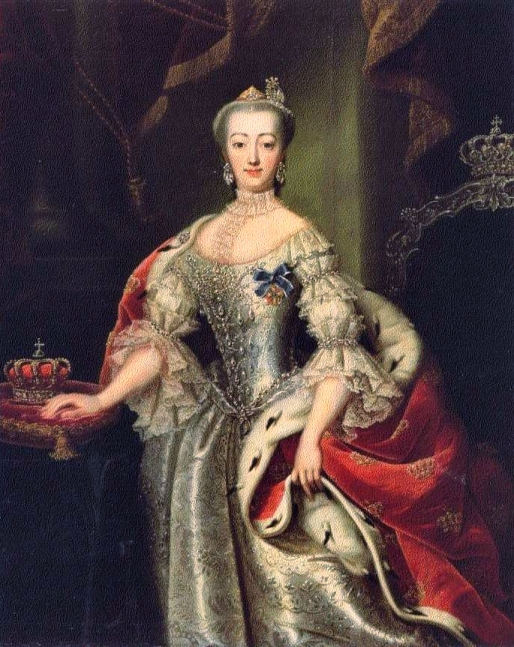
Portret van Sophie Magdalene als koningin met haar "Ordre de l'Union Parfait" door Andreas Brüniche.

De Ordre de l'Union Parfaite of Ordenen de l'Union Parfaite, ook wel Ordre de la Fidélité, was een Deense ridderorde en werd op 7 augustus 1732 door de Deense koningin Sophia Magdalena, geboren prinses van Brandenburg-Kulmbach-Bayreuth, ingesteld ter herinnering aan haar tien jaar eerder op diezelfde dag gesloten huwelijk met koning Christiaan VI van Denemarken.
De keuze voor een Franse naam, die kan worden vertaald met "Orde van de perfecte verbintenis" of "Orde van de vriendschap", was in de 18e eeuw niet opvallend; in haar Duitstalige vaderland zal de prinses de "Ordre de la Générosité" en de "Ordre de la Sincérité" hebben gekend. Aan de hoven sprak men vooral Frans.
Het Latijnse motto van de Orde de l'Union Parfaite was "In Felicissimæ Unionis Memoriam" ("Ter herinnering aan een gelukkige verbintenis").
De Deense ridderorden werden pas op 1 april 1958 opengesteld voor dames, deze onderscheiding die in de 18e eeuw bloeide en na de dood van koning Christiaan en koningin Sophia in de zomer van 1746 weer in vergetelheid raakte was de eerste Deense Orde die aan personen van beide geslachten werd verleend. Andere bronnen noemen de onderscheiding een "damesorde".
Dames droegen het kruis, het is een wit geëmailleerd kruis met vier gouden Deense kronen, rode Brandenburgse adelaars met op hun borst het zwart-witte Hohenzollern wapenschild en gouden Deense leeuwen, aan een strik op de linkerborst.
In het met diamanten omringde schild dat als een medaillon op het kruis is gelegd is het gekroonde monogram van het echtpaar afgebeeld.
Het lint was donkerblauw met zilveren strepen. In de bewaard gebleven exemplaren is de zijde van de strik in de loop der eeuwen natuurlijk sterk verkleurd.